# Nesophontes paramicrus
Nesophontes paramicrus é uma espécie extinta de mamífero da família Nesophontidae. Conhecida do Haiti.